# Dorothea Sophia Feetz
Dorothea Sophia Feetz (auch Fetz oder Feez), geb. Madeweis (* vor 1691; † vor 1715) war eine reformierte, deutsche Schriftstellerin und Librettistin. In Halle (Saale), Berlin und Weißenfels verfasste sie Kantatentexte und Gedichte (1691–1714). Mehrere ihrer Texte wurden gedruckt und veröffentlicht.

## Leben
Dorothea Sophia Feetz kam vor 1691 als Tochter des reformierten Hofpostmeisters und Pädagogen Friedrich Madeweis (* 1648; † 1705) und dessen ersten Ehefrau Anna Eva geb. Nehmitz († 1689) zur Welt. Mit seiner ersten Frau hatte Friedrich fünf Kinder, welche alle – mit Ausnahme von Dorothea Sophia – noch vor ihm starben. Zwei Jahre nach dem Tod seiner ersten Frau heiratete Friedrich Madeweis seine zweite Ehefrau Christina Elisabeth Schubart. Feetz verfasste deren Hochzeitstag zu Ehren ein Gedicht. Aus dieser Ehe gingen vier Kinder hervor.
Dorothea Sophia Feetz galt als Gelehrte. Neben Schreiben und Komponieren hatte sie überdies gute Französisch- und Italienischkentnisse.
Am 20. Oktober 1704 heiratete sie den um 1680 in Halberstadt geborenen Sänger und Juristen Johann Heinrich Feetz († 1740). Dieser war als Mitglied der Hofkapelle von 1706 bis 1709 in Weißenfels tätig und musizierte darüber hinaus auch in Opern.
Nach Angaben von Linda Maria Koldaus Handbuch Frauen-Musik-Kultur verstarb Feetz vor 1715.

## Werke
Für ihren Vater Friedrich Madeweis und ihre Stiefmutter Christina Elisabeth Schubart schrieb Feetz 1691 ein Hochzeitsgedicht, das sie in Halle hat drucken lassen.
In Georg Christian Lehms' Katalog Teutschlands galante Poetinnen wurde Feetz (dort als Dorothea Sophia Madeweisin) als „tugendhaffte“ und „qualificirte“ Person bezeichnet. Auch ihr Sprachverständnis und die Beherrschung der „schönen Poesie“ wurde darin gerühmt. Die veröffentlichten Gedichte von Feetz sind in Arien und Rezitative unterteilt. Der Erfinder dieser Gedichtform war der deutsche Dichter und Theologe Erdmann Neumeister, der zur selben Zeit wie Feetz in Weißenfels lebte. Lehms veröffentlichte in seinem Werk die folgenden zwei Kantatentexte von Feetz:
- In Kan wohl auf diesem Rund der Erden schreibt Feetz über den Schmerz der Liebe. Sie beschreibt darin das Gefühl von Eifersucht zwischen zwei Liebenden. Der Text endet mit der Erkenntnis, dass echte Liebe ein „Ancker“ sei, Falschheit erkennt und alle Hindernisse überwindet.[10] Das Reimschema in Feetz' Gedicht entspricht einer Mischform aus mehrfach umarmenden Reimen, Paarreimen und Kreuzreimen. Die Paar- und Kreuzreime sind zusätzlich in umarmende Reime eingebettet. Beim Metrum handelt es sich um einen Jambus.

- Die zweite Kantate, Angedencken vorger Zeit, wurde möglicherweise nur in Fragmenten überliefert.[11] Der Grund für diese Annahme besteht darin, dass Kantaten üblicherweise nicht mit dem Stilmittel „recitatio“ beendet werden.[8] Aus den Bruchstücken ist zu entnehmen, dass von Sehnsucht über frühere Freuden die Rede ist, die am Ende durch Leiden ersetzt worden sind. Das Rezitativ ist geprägt von rhetorischen Fragen nach dem Ende des Leidenswegs. Auch in diesem Gedicht handelt es sich beim Reimschema um eine Mischform.

## Kantaten

### Kan wohl auf diesem Rund der Erde
(Quelle: )
Aria.

KAn wohl auff diesem Rund der Erden

Auch größrer Schmertz zu finden seyn/

Als wenn sich zwey getreue Seelen/

Unwißend eyfersüchtig quälen?

Ach! mein Verhängnüs saget Nein;

Denn meine Brust fühlt die Beschwerden/

Und allzu Marter reiche Pein!

Recitat.

DEr Ursprung meiner Pein

Muß eingbildte Liebe seyn;

O Schmertz / ich möchte mich darüber fast entseelen!

Daß mein so werthes Licht

Ein mir so unverdientes Urtheil spricht.

Ach Himmel gieb nicht zu/

Daß wir uns länger quälen!

Und du getreue Brust

Sag ihm: Er sey nur meine Lust/

Ja/ daß ich ihn gantz unauffhörlich liebe/

Und in der Asche noch ihm auch getreu verbliebe.

Aria.

MEin Hertze soll verdächtig seyn/

Weil ein verliebter Augenschein/

Mich ungesehr erblicket.

Doch schwer ich bey des Himmels Krafft/

Daß falscher Liebe Eigensschafft

Mich nimmermehr bestricket.

Recitat.

DOch/ ich hab allbereit gesiegt/

Weil mein geliebtes Leben

Mir die Versicherung gegeben/

Es sey mit meiner Treu vergnügt;

Ja zur Versieglung bleibt.

Ein reiner Liebes-Kuß/

Der mir in meine Seele schreibt:

Erwehle nunmehr diesen vesten Schluß.

Aria.

WEr Gedult und Treue heget/

Wird von keinem Sturm beweget/

Solt er noch so hart geschehn.

Denn der Ancker treuer Liebe

Bleibet von dem falschen Triebe

Stets unüberwindlich stehn.

Wer Gedult und Treue heget/

Wird von keinem Sturm beweget/

Solt er noch so hart geschehn.

### Angedencken vorger Zeit
(Quelle: )
Aria.

ANgedencken vorger Zeit

Du erquickest meine Brust

Aber/ was ist das vor Lust

Wenn des Schicksalls Grausamkeit

Mit Verdruß

Mein Vergnügen stöhren muß.

Recitat.

WEnn solls einmahl geschehn/

Daß ich mit recht vergnügtem Hertzen

Und mit Verbannung meiner Schmertzen

Mich ruhig werde sehn?

Wie lange soll mein Unglücks-Stern regieren?

Soll nicht einmahl

Auff Wehmuth-volles Weinen

Die Freuden-Sonne wieder scheinen/

Und mein so sehnlich Hoffen triumphiren?